# Shake It Up: I Love Dance
Shake It Up: I Love Dance – ścieżka dźwiękowa do trzeciego sezonu serialu Taniec rządzi. Została wydana 5 marca 2013 roku. Na ścieżce dźwiękowej znajdują się piosenki Belli Thorne, Zendai Coleman, Bridgit Mendler, McClain Sisters, Caroline Sunshine, Roshona Fegana, Seleny Gomez, Coco Jones i Olivii Holt

## Single
1. "Contagious Love" (Zendaya Coleman & Bella Thorne)
2. "This Is My Dancefloor" (Zendaya Coleman & Bella Thorne)
3. "Beat of My Drum" (Zendaya Coleman)
4. "Blow the System" (Bella Thorne)
5. "Afterparty" (Roshon Fegan & Caroline Sunshine)
6. "Holla at the DJ" (The DJ Mike D Remix) (Coco Jones)
7. "These Boots Are Made for Walkin'" (Olivia Holt)
8. "Sharp as a Razor" (McClain Sisters)
9. "Future Sounds Like Us" (Dove Cameron)
10. "I Can Do Better" (Young L.A.)
11. "Shake It Up" (Cole Plante Reboot Remix) (Selena Gomez)
12. "We're Dancing" (Alex Ghenea 3.0 Remix) (Bridgit Mendler)